# Oz: The Great and Powerful
Oz: The Great and Powerful (no Brasil, Oz: Mágico e Poderoso; em Portugal, Oz: O Grande e Poderoso) é um filme estadunidense de 2013, dirigido por Sam Raimi. É um prelúdio à clássica estória The Wonderful Wizard of Oz (no Brasil, O Maravilhoso Mágico de Oz; em Portugal, O Maravilhoso Feiticeiro de Oz), livro do escritor americano L. Frank Baum publicado em 1900, que conta como o famoso "Mágico de Oz" chegou à mágica terra de Oz e conseguiu enganar a todos seus habitantes fazendo se passar por um poderoso feiticeiro. É estrelado por James Franco no papel de Oscar Diggs, também conhecido como o "Mágico de Oz", bem como Mila Kunis, Michelle Williams e Rachel Weisz. Foi lançado pela Walt Disney Pictures na versão tradicional (2D), bem como nos formatos Disney Digital 3D, Real D 3D e IMAX 3D.
Apesar de críticas mistas, Oz: The Great and Powerful mostrou-se um sucesso de bilheteria arrecadando mais de US$ 490 milhões pelo mundo. Em sua semana de abertura, o longa de aventura e fantasia arrecadou cifras próximas a US$ 150 milhões.

## Sinopse
Em 1905, Kansas, Oscar "Oz" Diggs trabalha como um pequeno mágico em um circo itinerante. Quando uma tempestade se aproxima, o homem forte do circo descobre que Oscar tem flertado com sua esposa e vai atrás dele. Oscar escapa em um balão de ar quente, mas é sugado por um tornado que leva-o para a terra de Oz. Lá ele encontra a bela e ainda ingênua bruxa Theodora, que acredita que ele é um magico da profecia para destruir a bruxa má que matou o rei de Oz em rota para a cidade Esmeralda, Theodora se apaixona por Oscar. Eles encontram o macaco voador Finley, que promete uma dívida de vida quando Oscar salva Finley de um leão.
Na cidade de esmeralda, Oscar conhece irmã de Theodora; Evanora, que lhe diz que a bruxa má reside na floresta negra e pode ser morta, destruindo sua varinha, a fonte de seus poderes. Oscar e Finley são unidos no caminho para a floresta por China Girl, uma boneca de porcelana jovem, cuja vida de sua aldeia e de sua familia foram destruídas pela bruxa má. Os três chegam a floresta e, após recuperar a varinha, descobrem que a "bruxa" é Glinda, a bruxa boa, que lhes diz que Evanora é a verdadeira bruxa má. Evanora vê isto com sua bola de cristal e manipula Theodora contra Oscar, falsamente alegando que ele está tentando cortejar todas as três bruxas. Ela oferece à Theodora, de coração partido, uma maçã mágica, que ela diz que irá remover a dor de cabeça. Theodora morde a maçã e se transforma em uma bruxa má com pele verde.
Glinda traz o grupo do Oscar para seu domínio em Oz para escapar do exército do Evanora dos Winkies e dos babuínos voadores. Ela confessa ao Oscar que ela sabe que ele não é um feiticeiro. No entanto, ela ainda acredita que ele pode ajudar a parar Evanora e fornecer um "exército" de Quadlings, Tinkers, e Munchkins. Theodora entra no domínio de Glinda e irritadamente revela sua aparência nova e horrenda à Oscar antes ameaçando matá-lo e com seus aliados bem preparados do exército da cidade de Esmeralda. Oscar se desespera de suas chances, mas após contar as aventuras de seu herói, Thomas Edison, à China Girl, ele percebe que eles podem lutar usando Ilusionismo.
Glinda e seus súditos fazem a montagem de um ataque simulado no castelo das Bruxas Malvadas usando um exército de equipamento de polia de espantalhos, coberta por uma névoa espessa. As bruxas são aliciadas a enviar seus babuínos voando através de um campo de papoulas que coloca-los para dormir. No entanto, dois babuínos conseguem capturar Glinda, que é trazido para a Praça da cidade e encadeada. Enquanto isso, Oscar se infiltra a cidade Esmeralda com seus aliados, só que aparentemente abandona-os em um balão de ar quente carregado com ouro, que Theodora destrói com uma bola de fogo. Oscar então revela-se secretamente aos seus amigos, tendo forjado a sua morte. Usando uma máquina de fumo escondida e projetor de imagem, ele apresenta uma imagem holográfica, gigante do rosto como sua "verdadeira" forma e uma exibição de fogos de artifício para atacar e intimidar as bruxas malvada. Evanora com medo se esconde em seu castelo enquanto Theodora foge com sua vassoura, incapaz de machucar o assistente "invencível". China Girl libera Glinda, que derrotou Evanora, destruindo o colar de esmeraldas da bruxa malvada e tira seus poderes além de revelar sua aparência verdadeira, uma anciã. Evanora banida é levada pelos dois restantes babuínos voadoras.
Oscar, agora rei de Oz, e usa seu projetor para sustentar a crença que ele é um magico poderoso. Ele também apresenta presentes para seus amigos: Mastre Tinker, que ajudou a construir as suas máquinas, recebe o canivete, uma ferramenta de acampamento do Oscar; Knuck, o arauto Munchkin mal-humorado, recebe uma máscara com um rosto sorridente; Finley o sofredor, recebe amizade do Oscar junto com sua cartola; e a Boneca de Porcelana aceita seus amigos como sua nova família. Finalmente, Oscar leva Glinda atrás das cortinas do seu projetor e a beija.

### Continuidade
Oz: Mágico e Poderoso se passa no ano de 1905, 20 anos antes dos acontecimentos do original romance O Maravilhoso Mágico de Oz. O filme apresenta várias alusões artísticas e técnicas paralelas com os livros e o filme de 1939.
A sequência de abertura do filme é apresentada em tons de sépia. Quando Oscar está preso no tornado, o áudio transita de mono para som surround. Tudo fica em cor quando Oscar chega em Oz; Além disso, a relação de aspecto alarga-se gradualmente do academy ratio de 4:3 para widescreen 2.35: 1. Como no filme de 1939, Glinda viaja em bolhas gigantes, e a Cidade de Esmeralda é na verdade, Esmeralda; no romance, personagens usam óculos coloridos para fazê-la aparecer assim. O icônico olhar verde da Bruxa Malvada do Oeste está perto de seu look no filme clássico, como a bruxa é uma velha pequena, de um olho na novela. As bruxas malvadas são retratadas como irmãs, uma idéia que se originou no filme de 1939. Vários atores que interpretam personagens de Oz fazem participações especiais nos segmentos de Kansas, como Frank, assistente de Oscar quem ele se refere como seu "macaco treinado" (contrapartida "Oz" de Frank é o macaco alado Finley) e uma menina numa cadeira de rodas, que serve como a contraparte do Kansas para China Girl (no Kansas, Oscar é incapaz de fazer a menina de cadeira de rodas a andar e tem a chance de fazê-la quando ele conserta as pernas quebradas da China Girl). Outro personagem, Annie (Michelle Williams), informa a Oscar que John Gale propôs um casamento a ela, presumivelmente insinuando a linhagem parental de Dorothy Gale.
Outros personagens referenciados incluem: O Espantalho, que é construído pelas pessoas da cidade como uma tática para assustar e o leão covarde, que é afugentado por Oscar após atacar Finley. Da mesma forma, várias outras raças de Oz são retratadas além dos Munchkins; o pois, várias outras raças de Oz são representadas além dos Munchkins; os Quadlings, os habitantes da Boneca de Porcelana de Dainty China Country (que foram lançada sem nome no filme clássico). Da mesma forma, Glinda é conhecida por seu título na novela, a Bruxa Boa do Sul, ao contrário do filme de 1939, onde o título do seu personagem é "Boa Bruxa do Norte" (devido a seu caráter sendo mesclada com a Bruxa Boa do Norte). As lágrimas de Theodora deixam cicatrizes no rosto, refletindo sua fraqueza à água. Além disso, Oz, é apresentado como um lugar real, como no romance e não um sonho como é apresentado no filme de 1939.

## Elenco
- James Franco como Oscar "Oz" Diggs:

Um vigarista mulherengo, mágico de palco e bagunceiro de celeiro que é parte de um circo itinerante, no centro-oeste. Ele é levado num balão de ar quente por um tornado para a terra de Oz, onde acredita-se ser um assistente destinado a trazer a paz à terra, forçando-se a superar sua ética duvidosa para convencer seus pares de que ele é o herói necessário pelo povo de Oz.
- Mila Kunis como Theodora:

Uma bruxa boa, linda e ingênua, que tem à terra de Oz melhores interesses no coração dela. Ela acredita que Oscar é o assistente da profecia para derrotar aparentemente o mal de Glinda da Floresta Negra, desenvolvendo uma atração por ele no processo. Evanora gradualmente manipula Theodora para pensar que Oscar traiu ela por Glinda, inaugurando a sua transformação na Bruxa Má do Oeste.
- Rachel Weisz como Evanora:

A Bruxa Malvada do Leste, ex-assessora do rei original de Oz, cujo assassinato que ela cometeu antes dos eventos do filme, incriminando a filha dele, Glinda, pelo assassinato. Sendo uma bruxa malvada, ela tem uma forma horrível que ela esconde-se por usar um colar que lhe dá a aparência de uma jovem mulher deslumbrante. Ela engana Oscar moldando Glinda pelo assassinato do rei e dizendo a Oscar que Glinda é a bruxa malvada, ao invés de si mesma.
- Michelle Williams como Glinda, a Bruxa Boa do Sul:

Ela governa e protege um reino pacífico em Oz, habitada pelos gentis Quadlings, Tinkers e Munchkins. Inicialmente acreditava-se ser a bruxa má responsável para aterrorizar a terra. Ela guia o Oscar para alcançar seu destino de derrotar Evanora, tornando-se seu interesse amoroso no processo. Williams também interpreta Annie, uma antiga paixão de Oscar e futura mãe de Dorothy Gale, a protagonista de O Mágico de Oz.
- Zach Braff fornece a voz de Finley:

Um macaco alado que compromete uma dívida de vida irrevogável para Oscar, acreditando que ele seja o mágico profetizado por salvá-lo do leão covarde. Ele rapidamente se arrependeu de sua decisão quando Oscar revela que ele não é um mágico, mas, no entanto, se torna seu aliado leal. Braff também interpreta Frank, assistente sofredor e ainda leal a Oscar no Kansas.
- Bill Cobbs como o Mestre dos Tinkers:

O líder dos Tinkers que são regidos por Glinda.
- Joey King fornece a voz da China Girl:

Uma boneca de porcelana jovem, vivendo em China Town, onde tudo, incluindo os seus habitantes, é feito de porcelana. Sua casa é destruída por Evanora, deixando ela a única sobrevivente, quando ela é encontrada por Oscar, eles formam uma forte amizade. King também interpreta uma garota de cadeira de rodas na platéia do show de mágica do Oscar no Kansas.
- Tony Cox interpreta Knuck:

O mensageiro e fanfarrão da Cidade das Esmeraldas, que é aliado com Glinda.
Stephen R. Hart e Bruce Campbell interpretam os guardas Winkie na Cidade das Esmeraldas. Abigail Spencer interpreta May, assistente temporária do mágico Oscar no Kansas e um dos seus vários fugazes que ele ama no filme. Tim Holmes interpreta o homem forte que ataca o Oscar por tentar cortejar sua esposa, levando o Oscar a tirar o balão de ar quente que o envia para a terra de Oz.
Raimi, que frequentemente lança amigos e ator-regulares em papéis do cameo, lança seu irmão Ted Raimi como um cético da pequena cidade em um show de mágica, que grita: "Eu vejo um fio!", Dois dos ex-professores de Raimi - Jim Moll e Jim Bird - como habitantes da Cidade de Esmeraldas, e três atrizes de Raimi: The Evil Dead - Ellen Sandweiss, Betsy Baker e Theresa Tilly - como os moradores Quadlings.

## Recepção
No site agregador de críticas Rotten Tomatoes, 57% das 272 resenhas dos críticos são positivas. O consenso diz: “Ele sofre de alguma inconsistência tonal e um sentido esvaziado de admiração, mas (...) ainda embala com visual deslumbrante suficiente e humor inteligente para ser divertido em seu próprio direito”.

## Produção
Em 2010, Joe Roth, produtor de Alice no País das Maravilhas, fez uma proposta ao presidente de produção da Walt Disney, Sean Bailey, a sua intenção era de adaptar a história do romance The Wonderful Wizard of Oz, de L. Frank Baum. A ideia de Roth era criar uma prequela para a adaptação do famoso filme The Wizard of Oz, de 1939, focalizando na história passada do protagonista, o Mágico e a sua chegada na cidade de Oz, onde ele era um assistente charlatão.
Antes de Sam Raimi assinar o contrato para dirigir o filme, os diretores Sam Mendes e Adam Shankman também foram relatados para ser os melhores candidatos.
O roteiro foi escrito por Mitchell Kapner e David Lindsay com Joe Roth servindo como produtor. O diretor Sam Raimi afirmou que o roteirista Kapner tinha usado informações da série de livros "Oz" de L. Frank Baum, mas o filme também foi baseado no enredo do filme The Wizard of Oz, de 1939. De acordo com um repórter do jornal Deadline Hollywood, a Disney queria reduzir o orçamento de produção do filme para cerca de 200 milhões.